# Midia midas
Midia midas är en spindelart som först beskrevs av Simon 1884.  Midia midas ingår i släktet Midia och familjen täckvävarspindlar. Inga underarter finns listade i Catalogue of Life.